# 奧特施泰特湖

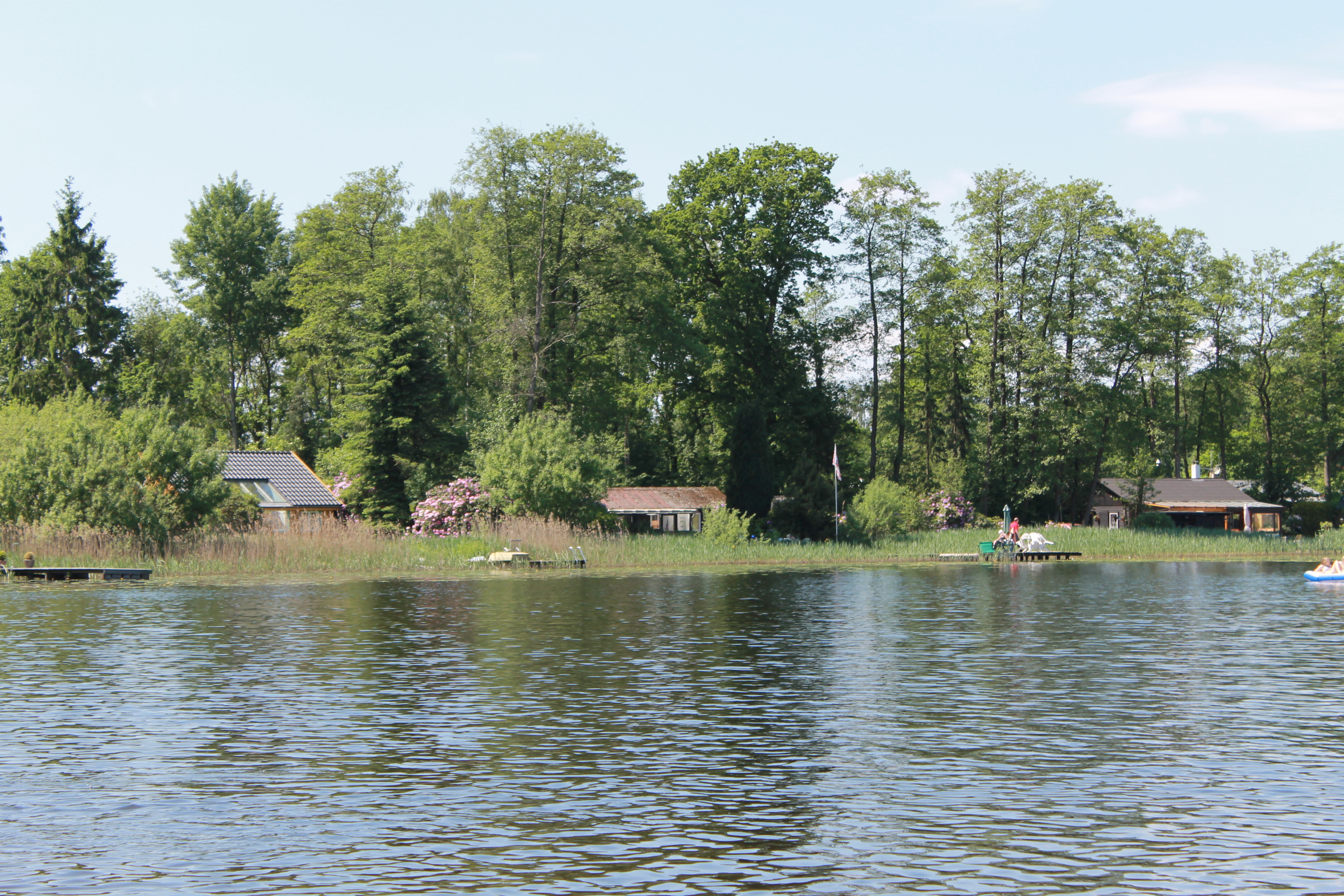

53°8′2″N 9°9′33″E / 53.13389°N 9.15917°E
奧特施泰特湖（德語：Otterstedter See），是德國的湖泊，位於該國西北部，由下薩克森州負責管轄，處於奧特斯貝格，面積0.05平方公里，海拔高度20米，最大水深11米。